# Louis Dupont (homme politique)
 (décembre 2024).
Pour les articles homonymes, voir Louis Dupont et Dupont.
Louis Dupont est ouvrier métallurgiste, directeur de journal et homme politique communiste français, né le 17 septembre 1912 à Saulnes (Meurthe-et-Moselle) et mort le 10 avril 2004 à Antibes (Alpes-Maritimes).

## Biographie
Fils d'un mineur, syndicaliste anarchisant, il entre à 13 ans comme ouvrier dans les hauts fourneaux de Longwy, où travaille déjà son frère ainé Marcel, qui sera le premier secrétaire du syndicat CGTU des métaux, en 1934.
Membre des jeunesses communistes en 1932, il adhère au PCF en 1936 et est immédiatement envoyé à Moscou suivre les cours de l'école internationale léniniste. Il ne revient en France qu'à l'automne, passant à côté des grandes grèves qui suivent la victoire électorale du Front populaire.
Au même moment, son frère Paul, lui aussi communiste, s'engage dans les brigades internationales. Il sera plus tard un responsable des FFI de Meurthe-et-Moselle.
Il devient alors secrétaire régional des jeunesses communistes, et entre au bureau régional du PCF. Il est alors permanent du parti, affecté au journal La Voix de l'Est.
Prisonnier de guerre de 1940 à décembre 1943, il revient alors pour travailler à l'usine de la Marine de Monécourt.
Il ne peut cependant reprendre contact avec le PCF, clandestin, qu'à la fin de la guerre, au printemps 1944.
À la libération, il est directeur de La Voix de l'Est, puis, à partir de mars 1946, secrétaire de la fédération de Meurthe-et-Moselle du parti.
Conseiller municipal de Nancy en 1947, il est ensuite systématiquement deuxième sur les listes communistes menées par Maurice Kriegel-Valrimont lors des élections législatives. Il n'est élu qu'une fois, en 1956.
Battu en 1958 du fait du retour au scrutin d'arrondissement, il revient à l'Assemblée nationale, à l'occasion d'une élection partielle, en mai 1964. L'année suivante, il n'est plus élu au conseil municipal et quitte la direction de la fédération, sans doute pour se consacrer à son mandat de membre du Comité central, auquel il a été élu en 1964.
Battu lors des législatives de 1967, il quitte cette même année le comité central, et s'éloigne de la vie politique.